# Time Is Tight
Time Is Tight is een instrumentaal nummer van Booker T. & the M.G.'s. Het was de soundtrack bij de film UpTight uit 1968. Het werd in 1969 uitgebracht op het gelijknamige album UpTight. Het nummer is door verschillende radiostations gebruikt als achtergrondmuziek, onder andere in de jaren '70 bij het overzicht van de hitparade. The Clash heeft er een cover van gemaakt, welke vaak als openingsnummer bij hun concerten gespeeld werd.

## NPO Radio 2 Top 2000
In de Top 2000 behaalde het nummer vooralsnog in 2007 de hoogste positie, 607. In 2013 noteerde het voor het laatst een positie.

| Nummer met noteringen in de NPO Radio 2 Top 2000 | '99 | '00 | '01 | '02  | '03  | '04  | '05 | '06 | '07 | '08 | '09  | '10  | '11  | '12  | '13  |
| ------------------------------------------------ | --- | --- | --- | ---- | ---- | ---- | --- | --- | --- | --- | ---- | ---- | ---- | ---- | ---- |
| Time Is Tight                                    | 855 | 770 | 764 | 1021 | 1034 | 1196 | 784 | 742 | 607 | 752 | 1388 | 1287 | 1376 | 1854 | 1940 |

1. ↑  Een vetgedrukt getal geeft de hoogste notering aan.
2. ↑  Deze tabel is bijgewerkt tot en met de laatste editie (2024).